# Primi ministri della Giamaica
I primi ministri della Giamaica (Chief ministers dal 1953 al 1959, Premiers dal 1959 al 1962) sono i seguenti.

## Lista
| Primo ministro     | Primo ministro | Primo ministro           | Partito                       | Mandato           | Mandato           | Governatori generali |
| Primo ministro     | Primo ministro | Primo ministro           | Partito                       | Inizio            | Fine              | Governatori generali |
| ------------------ | -------------- | ------------------------ | ----------------------------- | ----------------- | ----------------- | -------------------- |
|                    |                | Alexander Bustamante     | Partito Laburista di Giamaica | 5 marzo 1953      | 2 febbraio 1955   | Carica non istituita |
|                    |                | Norman Manley            | Partito Nazionale del Popolo  | 2 febbraio 1955   | 29 aprile 1962    | Carica non istituita |
|                    |                | Alexander Bustamante     | Partito Laburista di Giamaica | 29 aprile 1962    | 23 febbraio 1967  | Carica non istituita |
| Kenneth Blackburne |                | Alexander Bustamante     | Partito Laburista di Giamaica | 29 aprile 1962    | 23 febbraio 1967  |                      |
| Clifford Campbell  |                | Alexander Bustamante     | Partito Laburista di Giamaica | 29 aprile 1962    | 23 febbraio 1967  |                      |
|                    |                | Donald Sangster          | Partito Laburista di Giamaica | 23 febbraio 1967  | 11 aprile 1967    |                      |
|                    |                | Hugh Shearer             | Partito Laburista di Giamaica | 11 aprile 1967    | 2 marzo 1972      |                      |
|                    |                | Michael Manley           | Partito Nazionale del Popolo  | 2 marzo 1972      | 1º novembre 1980  |                      |
| Herbert Duffus     |                | Michael Manley           | Partito Nazionale del Popolo  | 2 marzo 1972      | 1º novembre 1980  |                      |
| Florizel Glasspole |                | Michael Manley           | Partito Nazionale del Popolo  | 2 marzo 1972      | 1º novembre 1980  |                      |
|                    |                | Edward Seaga             | Partito Laburista di Giamaica | 1º novembre 1980  | 10 febbraio 1989  |                      |
|                    |                | Michael Manley           | Partito Nazionale del Popolo  | 10 febbraio 1989  | 30 marzo 1992     |                      |
| Edward Zacca       |                | Michael Manley           | Partito Nazionale del Popolo  | 10 febbraio 1989  | 30 marzo 1992     |                      |
| Howard Cooke       |                | Michael Manley           | Partito Nazionale del Popolo  | 10 febbraio 1989  | 30 marzo 1992     |                      |
|                    |                | Percival James Patterson | Partito Nazionale del Popolo  | 30 marzo 1992     | 30 marzo 2006     |                      |
| Kenneth O. Hall    |                | Percival James Patterson | Partito Nazionale del Popolo  | 30 marzo 1992     | 30 marzo 2006     |                      |
|                    |                | Portia Simpson-Miller    | Partito Nazionale del Popolo  | 30 marzo 2006     | 11 settembre 2007 |                      |
|                    |                | Bruce Golding            | Partito Laburista di Giamaica | 11 settembre 2007 | 23 ottobre 2011   |                      |
| Patrick Allen      |                | Bruce Golding            | Partito Laburista di Giamaica | 11 settembre 2007 | 23 ottobre 2011   |                      |
|                    |                | Andrew Holness           | Partito Laburista di Giamaica | 23 ottobre 2011   | 5 gennaio 2012    |                      |
|                    |                | Portia Simpson-Miller    | Partito Nazionale del Popolo  | 5 gennaio 2012    | 3 marzo 2016      |                      |
|                    |                | Andrew Holness           | Partito Laburista di Giamaica | 3 marzo 2016      | in carica         |                      |